# Привидение (пьеса)
«Привиде́ние» (др.-греч. Φἀσμα) — комедия древнегреческого драматурга Менандра, текст которой сохранился фрагментарно на листе пергамента IV века н. э. и на папирусе I века н. э. Время написания пьесы неизвестно. Она дважды ставилась на афинской сцене после смерти автора — в 254 и 167 годах до н. э. Незадолго до 161 года до н. э. Лусций Ланувин переработал комедию для постановки в Риме.
Одна из героинь пьесы прячет от мужа взрослую дочь, рождённую от неизвестного насильника до брака. Девушка живёт у соседей и приходит к матери через пролом в стене. Однажды её случайно видит Фидий, сын хозяина дома от первой жены; он принимает девушку за привидение, но всё же влюбляется в неё. Постепенно герои преодолевают все преграды, и пьеса заканчивается свадьбой.